# محمد أديب الصعيدي
محمد أديب الصعيدي (1860-1947) هو مجاهد سوري أحد رموز المقاومة الوطنية السورية ضد الاستعمار الفرنسي. كان من أعيان حي الميدان الدمشقي.

## حياته ونشأته ومسيرته
من أعيان حيّ الميدان وأحد مجاهدي الثورة السورية الكبرى. تطوع في معركة ميسلون وحمل السلاح مع وزير الحربية يوسف العظمة لمحاربة الجيش الفرنسي في 24 تموز 1920. وفي الثورة السورية الكبرى عام 1925 كان أحد معتمدي تهريب السلاح إلى الثوار وتخزينه في حوش الحصني، وقد شارك في عدة معارك ضد الفرنسيين وتوفي في مطلع عهد الجلاء سنة 1947.